# Patrick Bowes-Lyon, XV conte di Strathmore e Kinghorne
Patrick Bowes-Lyon, XV conte di Strathmore e Kinghorne (Hertfordshire, 22 settembre 1884 – Angus, 25 maggio 1949), è stato un nobile britannico, fratello di Elizabeth Bowes-Lyon, regina consorte del Regno Unito in quanto moglie di Giorgio VI, e zio materno della regina Elisabetta II.

## Biografia
Patrick Bowes-Lyon era figlio di Claude Bowes-Lyon, XIV Conte di Strathmore e Kinghorne e di Nina Cecilie Cavendish-Bentinck. Egli era il fratello maggiore della regina madre, nata Elizabeth Bowes-Lyon, e quindi poi zio della regina Elisabetta II del Regno Unito.
Egli sposò Lady Dorothy Beatrix Godolphin Osborne (3 dicembre 1888 – 18 giugno 1946), figlia di George Osborne, X duca di Leeds, il 21 novembre 1908. La coppia ebbe quattro figli:
- The Honourable John Patrick Bowes-Lyon, (1º gennaio 1910 - 19 settembre 1941), morto in guerra.
- Lady Cecilia Bowes-Lyon (28 febbraio 1912 - 20 marzo 1947), sposò il maggiore Kenneth Harington; senza eredi.
- Timothy Bowes-Lyon, XVI Conte di Strathmore e Kinghorne (18 marzo 1918 - 13 settembre 1972), sposò Bridget Brennan; ebbe una figlia femmina che morì ad un anno di vita.
- Lady Nancy Moira Bowes-Lyon (18 marzo 1918 - 11 febbraio 1959) sposò in prime nozze Lance Percy Burra-Robinson; in seconde nozze John Blair

## Ascendenza
|                                 |                                 |                                       | Genitori                                |  |  | Nonni |  |  | Bisnonni                              |  |  | Trisnonni              |  |
|                                 |                                 |                                       |                                         |  |  |       |  |  | Thomas George Lyon-Bowes, Lord Glamis |  |  | Lord Thomas Bowes-Lyon |  |
|                                 |                                 |                                       |                                         |  |  |       |  |  | Thomas George Lyon-Bowes, Lord Glamis |  |  | Lord Thomas Bowes-Lyon |  |
|                                 |                                 | Mary Elizabeth Louisa Carpenter       |                                         |  |  |       |  |  | Thomas George Lyon-Bowes, Lord Glamis |  |  |                        |  |
| Lord Claude Bowes-Lyon          |                                 |                                       |                                         |  |  |       |  |  | Thomas George Lyon-Bowes, Lord Glamis |  |  |                        |  |
|                                 |                                 | Charlotte Grimstead                   | Joseph Valentine Grimstead              |  |  |       |  |  |                                       |  |  |                        |  |
|                                 |                                 | Charlotte Grimstead                   | Joseph Valentine Grimstead              |  |  |       |  |  |                                       |  |  |                        |  |
|                                 |                                 | Charlotte Grimstead                   | Charlotte Jane Sarah Walsh              |  |  |       |  |  |                                       |  |  |                        |  |
| Lord Claude Bowes-Lyon          |                                 | Charlotte Grimstead                   |                                         |  |  |       |  |  |                                       |  |  |                        |  |
|                                 |                                 | Oswald Smith                          | George Smith                            |  |  |       |  |  |                                       |  |  |                        |  |
|                                 |                                 | Oswald Smith                          | George Smith                            |  |  |       |  |  |                                       |  |  |                        |  |
|                                 |                                 | Oswald Smith                          | Frances Mary Mosley                     |  |  |       |  |  |                                       |  |  |                        |  |
| Frances Dora Smith              |                                 | Oswald Smith                          |                                         |  |  |       |  |  |                                       |  |  |                        |  |
|                                 |                                 | Henrietta Mildred Hodgson             | Rev. Robert Hodgson                     |  |  |       |  |  |                                       |  |  |                        |  |
|                                 |                                 | Henrietta Mildred Hodgson             | Rev. Robert Hodgson                     |  |  |       |  |  |                                       |  |  |                        |  |
|                                 |                                 | Henrietta Mildred Hodgson             | Mary Tucker                             |  |  |       |  |  |                                       |  |  |                        |  |
| Patrick Bowes-Lyon              |                                 | Henrietta Mildred Hodgson             |                                         |  |  |       |  |  |                                       |  |  |                        |  |
|                                 | Lord Charles Cavendish-Bentinck | Lord William Henry Cavendish-Bentinck |                                         |  |  |       |  |  |                                       |  |  |                        |  |
|                                 | Lord Charles Cavendish-Bentinck | Lord William Henry Cavendish-Bentinck |                                         |  |  |       |  |  |                                       |  |  |                        |  |
|                                 | Lord Charles Cavendish-Bentinck | Dorothy Cavendish                     |                                         |  |  |       |  |  |                                       |  |  |                        |  |
| Rev. Charles Cavendish-Bentinck | Lord Charles Cavendish-Bentinck |                                       |                                         |  |  |       |  |  |                                       |  |  |                        |  |
|                                 |                                 | Lady Anne Wellesly                    | Richard Wellesley, I marchese Wellesley |  |  |       |  |  |                                       |  |  |                        |  |
|                                 |                                 | Lady Anne Wellesly                    | Richard Wellesley, I marchese Wellesley |  |  |       |  |  |                                       |  |  |                        |  |
|                                 |                                 | Lady Anne Wellesly                    | Hyacinthe-Gabrielle Roland              |  |  |       |  |  |                                       |  |  |                        |  |
| Lady Cecilia Cavendish-Bentinck |                                 | Lady Anne Wellesly                    |                                         |  |  |       |  |  |                                       |  |  |                        |  |
|                                 |                                 | Edwyn Burnaby                         | Edwyn Andrew Burnaby                    |  |  |       |  |  |                                       |  |  |                        |  |
|                                 |                                 | Edwyn Burnaby                         | Edwyn Andrew Burnaby                    |  |  |       |  |  |                                       |  |  |                        |  |
|                                 |                                 | Edwyn Burnaby                         | Mary Browne                             |  |  |       |  |  |                                       |  |  |                        |  |
| Louisa Burnaby                  |                                 | Edwyn Burnaby                         |                                         |  |  |       |  |  |                                       |  |  |                        |  |
|                                 |                                 | Anne Caroline Salisbury               | Thomas Salisbury                        |  |  |       |  |  |                                       |  |  |                        |  |
|                                 |                                 | Anne Caroline Salisbury               | Thomas Salisbury                        |  |  |       |  |  |                                       |  |  |                        |  |
|                                 |                                 | Anne Caroline Salisbury               | Frances Webb                            |  |  |       |  |  |                                       |  |  |                        |  |
|                                 |                                 | Anne Caroline Salisbury               |                                         |  |  |       |  |  |                                       |  |  |                        |  |